# Sukamenak (Purbaratu)
Sukamenak is een bestuurslaag in het regentschap Kota Tasikmalaya van de provincie West-Java, Indonesië. Sukamenak telt 7257 inwoners (volkstelling 2010).